# 教育學系
本系所是指專門研究教育領域的相關學系。就讀此科系的學生大部份都是師範體系，將來畢業後準備成為教師的學生。也有部份的教育學系是提供已經任教已久的資深教師進修，或者是提供給想成為教師但沒有教師證的代課老師補足學分的教育學系相關課程。

## 教育學系全台灣大專院校列表
全世界各個國家有提供教育學系學士，碩士或博士學位的大學列表。

### 中華民國（臺灣）
有招收學士以上學位的教育學系相關系所之大專院校有：
| #  | 學校名稱         | 學院系所           | 成立時間 | 提供學位         | 學系網址                                                                                         |
| 01 | 國立臺灣師範大學 | 教育學系           | 1946年   | 學士、碩士、博士 | http://www.ed.ntnu.edu.tw/main.php （页面存档备份，存于）                                        |
| 02 | 國立政治大學     | 教育學系           | 1954年   | 學士、碩士、博士 | http://edu.nccu.edu.tw/ （页面存档备份，存于）                                                   |
| 03 | 國立高雄師範大學 | 教育學系           | 1970年   | 學士、碩士、博士 | https://web.archive.org/web/20160807065226/http://www.nknu.edu.tw/~edu/web/index_nknuedu_b1.html |
| 04 | 國立臺北教育大學 | 教育學系           | 1987年   | 學士、碩士       | https://web.archive.org/web/20160811080803/http://s4.ntue.edu.tw/news.html                       |
| 05 | 國立臺中教育大學 | 教育學系           | 1987年   | 學士、碩士、博士 | http://edu.ntcu.edu.tw/course.php （页面存档备份，存于）                                         |
| 06 | 國立清華大學     | 教育與學習科技學系 | 1987年   | 學士、碩士、博士 | https://web.archive.org/web/20160530163327/http://delt.web2.nhcue.edu.tw/bin/home.php            |
| 07 | 國立東華大學     | 教育與潛能開發學系 | 1987年   | 學士、碩士、博士 | https://dehpd.ndhu.edu.tw/ （页面存档备份，存于）                                                |
| 08 | 國立嘉義大學     | 教育學系           | 1987年   | 學士、碩士、博士 | http://www.ncyu.edu.tw/giee/ （页面存档备份，存于）                                              |
| 09 | 國立臺東大學     | 教育學系           | 1987年   | 學士、碩士、博士 | http://wedu.nttu.edu.tw/bin/home.php （页面存档备份，存于）                                      |
| 10 | 國立臺南大學     | 教育學系           | 1987年   | 學士、碩士、博士 | http://www.edu.nutn.edu.tw/ （页面存档备份，存于）                                               |
| 11 | 國立屏東大學     | 教育學系           | 1989年   | 學士、碩士       | http://www.edu.nptu.edu.tw/bin/home.php?Lang=zh-tw （页面存档备份，存于）                        |
| 12 | 臺北市立大學     | 教育學系           | 1992年   | 學士、碩士、博士 | http://edu.utaipei.edu.tw/ （页面存档备份，存于）                                                |
| 13 | 國立彰化師範大學 | 教育研究所         | 1996年   | 碩士、博士       | http://edugrad.ncue.edu.tw/ （页面存档备份，存于）                                               |
| 14 | 國立成功大學     | 教育研究所         | 1996年   | 碩士、博士       | https://web.archive.org/web/20160530110439/http://www.ed.ncku.edu.tw/Pages/news.aspx             |
| 15 | 國立中正大學     | 教育研究所         | 1996年   | 碩士、博士       | http://deptedu.ccu.edu.tw/ （页面存档备份，存于）                                                |
| 16 | 中國文化大學     | 教育學系           | 1998年   | 學士             | http://crudoe.pccu.edu.tw/bin/home.php （页面存档备份，存于）                                    |
| 17 | 國立中山大學     | 教育研究所         | 1998年   | 碩士、博士       | https://web.archive.org/web/20160624193025/http://www.education.nsysu.edu.tw/bin/home.php        |
| 18 | 慈濟大學         | 教育研究所         | 1998年   | 碩士             | http://www.education.tcu.edu.tw/ （页面存档备份，存于）                                          |
| 19 | 東海大學         | 教育研究所         | 2000年   | 碩士             | https://web.archive.org/web/20160601153304/http://educator.thu.edu.tw/main.php                   |
| 20 | 國立陽明交通大學 | 教育研究所         | 2000年   | 碩士             | http://www.ied.nctu.edu.tw/main.php （页面存档备份，存于）                                       |
| 21 | 中原大學         | 教育研究所         | 2001年   | 碩士             | http://www.edu.cycu.edu.tw/ （页面存档备份，存于）                                               |
| 22 | 銘傳大學         | 教育研究所         | 2001年   | 碩士             | http://web.gse.mcu.edu.tw/zh-hant （页面存档备份，存于）                                         |
| 23 | 大葉大學         | 教育專業發展研究所 | 2002年   | 碩士             | http://pde.dyu.edu.tw/ （页面存档备份，存于）                                                    |
| 24 | 國立臺灣海洋大學 | 教育研究所         | 2003年   | 碩士             | https://web.archive.org/web/20160602195907/http://www.edu.ntou.edu.tw/bin/home.php               |
| 25 | 靜宜大學         | 教育研究所         | 2007年   | 碩士             | http://www.gied.pu.edu.tw/main.php （页面存档备份，存于）                                        |

### 美国
有招收學士以上學位的教育學系相關系所之大專院校有：
| #  | 學校名稱     | 學院系所 | 提供學位             | 學系網址                                                                                            |
| 01 | 阿拉巴馬大學 | 教育學系 | 學士、碩士、博士     | https://web.archive.org/web/20100609130034/http://gradservice.aa.ua.edu/admin/programs.aspx?type=ed |
| 02 | 愛許蘭大學   | 教育學系 | 碩士、博士、教師證照 | https://web.archive.org/web/20090516231405/http://www.ashland.edu/academics/education/              |